# 国海证券债券风险事件
国海证券债券风险事件，也称国海证券萝卜章事件或国海证券假章门事件，是2016年12月发生于中国的一起债券风险事件，由国海证券部分员工私刻公章进行债券代持业务引发。此事件对中国债券市场造成严重不良影响。2017年5月，中国证券业监管机构中国证监会对国海证券公开谴责和处罚，并追究了违规人员责任。

## 事件经过
2016年12月13日，华龙证券约5亿元政策性金融债违约，次日国海证券代持案爆发，市场传出国海证券涉事员工失联。国海证券初步调查发现资产管理分公司原副总经理张杨及员工郭亮伪造公章以国海证券公司的名义签订协议。案件至少涉及24家金融机构，共涉及21个券种、总规模达208.5亿元的债券；其中，有协议的交易达165亿元。该事件涉及金额巨大、波及面广，给债券市场造成严重不良影响。12月15日，国海证券召开协调会，涉事的信达证券、中信建投、民生证券、国融证券、西藏信托、国金证券、华福证券、联讯证券、广发证券、华创证券、浙商证券、南昌农商行、五矿证券、华林证券、联储证券、东吴证券、开源证券、新疆汇合银行、东北证券、长春发展银行、湘财证券、财富证券等22家机构参会。12月20日，中国证券业协会连夜召集几十家涉事机构商讨解决方案，证监会副主席李超亲临现场主持协调。2017年1月20日，国海证券发布公告称，与涉事机构达成统一处置方案，将承担的债券面值167.8亿元全部按成本计入“持有至到期投资”核算。

## 证监会现场检查
国海证券债券风险事件发生后，中国证监会派员对国海证券进行了现场检查，发现国海证券存在六方面违规问题：
- 内部管理混乱，资产管理业务部门管理松散，员工激励约束机制失衡，人事管理混乱；
- 合规风控失效，合规审查流于表面，隔离墙制度形同虚设，风险监控未有效覆盖；
- 资产管理业务运作违规，业务人员代签名、代盖私章现象严重，资产管理部门协助投资银行部门销售债券，资产管理产品和提供投资顾问服务的信托产品存在异常交易，产品发生重大变更未及时告知客户，投资主办人与实际管理人不符；
- 资产管理分公司原副总经理张杨及员工郭亮等违规假冒公司名义对外开展债券代持交易[2]；
- 国海证券深南大道营业部副总经理姚芳违规为客户与他人之间提供融资中介服务[6]；
- 对清溢光电等IPO保荐项目的核查不充分，致清溢光电首发未获通过[7]。

## 处罚
2017年5月19日，中国证监会公布对国海证券公司的处罚决定，对国海证券采取暂停资管产品备案一年、暂停新开证券账户一年及暂不受理债券承销业务有关文件一年的行政监管措施，并责令公司在一年内限期改正，并增加内部合规检查次数。此外，证监会对国海证券相关人员做出监管处罚：认定郭亮为不适当人选，在决定书下达之日起8年内，不得担任证券公司资产管理业务相关职务；对分管相关业务的胡德忠、燕文波撤销证券公司高级管理人员任职资格；对国海证券历任合规总监李慧、刘俊红、付春明予以公开谴责；对国海证券深南大道营业部副总经理姚芳采取监管谈话措施。同日，为应对证监会处罚的负面影响，国海证券大股东广西投资集团宣布在12个月内将增持总计不超过4%的国海证券股份。

## 逸闻
2017年5月19日，在中国证监会发布处罚决定时，香港万得通讯社将“国海证券”误报为“渤海证券”，大量媒体转发此消息。事后，渤海证券发表声明进行澄清。万得通讯社发表了致歉声明。